# Indiai csillagteknős

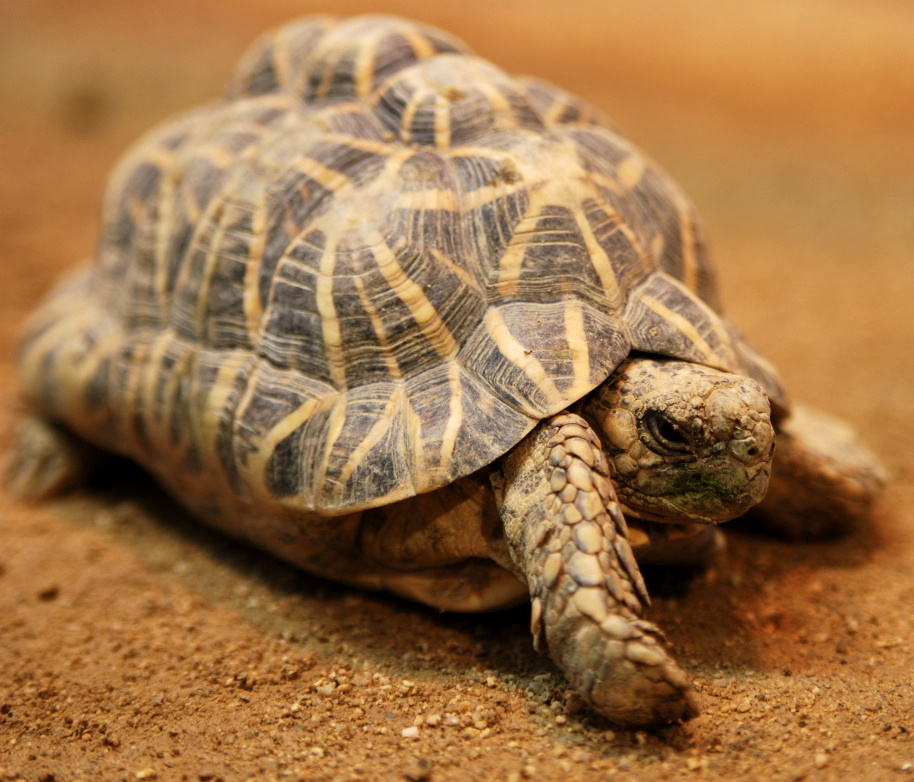

Az indiai csillagteknős (Geochelone elegans)  a hüllők (Reptilia) osztályába  és a teknősök (Testudines) rendjébe és a  szárazföldi teknősfélék (Testudinidae) családjába tartozó faj.

## Előfordulása
Pakisztán, India és Srí Lanka területén honos.

## Megjelenése
A testhossza 35 centiméter, a páncél hossza 26 centiméter a súlya 1,2- 1,5 kilogramm.

## Életmódja
Főleg növényevő.

## Szaporodása
A nőstények átlag 10-12 tojást raknak.

## Külső hivatkozások
- Képek az interneten a fajról